# Naouret El Hawa
Pour les articles homonymes, voir Hawa (homonymie).
Naouret El Hawa (arabe : ناعورة الهواء) est une série télévisée dramatique tunisienne en 51 épisodes de 51 minutes créée par Riadh Samaâli et réalisée par Madih Belaïd. Elle est diffusée durant le mois du ramadan, à partir du 29 juin 2014 sur la Télévision tunisienne 1.
Comptant initialement 21 épisodes, elle a pour acteurs principaux Fethi Haddaoui, Rim Riahi, Zahira Ben Ammar, Ahmed Hafiane, Chekra Rammeh, Dalila Meftahi, Ali Bennour et Saoussen Maalej. Durant le ramadan 2015, la série est renouvelée pour une deuxième saison, avec l'arrivée actrices telles que Wajiha Jendoubi, Najla Ben Abdallah et Meriam Ben Hussein.

## Synopsis
L'intrigue tourne autour de Hanène Lahmar, propriétaire d'une clinique héritée de son père, qui est à la tête d'une mafia spécialisée dans le trafic d'organes et de drogue et la prostitution. Haythem, un journaliste, s'en mêle en espérant découvrir les plans de la mafia et se met à aider la brigade de lutte contre les crimes pour les résoudre. Il est alors la proie de menaces de Hanène qui, grâce à l'aide de Hsouna, lui enlève son fils de quatre ans, Zied.

## Saisons
| Saison | Nombre d'épisodes |                                    |
| Saison | Nombre d'épisodes | Dates de diffusion                 |
| ------ | ----------------- | ---------------------------------- |
| 1      | 21                | du 29 juin 2014 au 19 juillet 2014 |
| 2      | 30                | du 18 juin 2015 au 17 juillet 2015 |

## Distribution
| Acteur                | Personnage          | Saison     | Saison     |
| Acteur                | Personnage          | 1          | 2          |
| --------------------- | ------------------- | ---------- | ---------- |
| Fethi Haddaoui        | Hsouna              | Principal  | Principal  |
| Rim Riahi             | Hanène Lahmar       | Principal  | Principal  |
| Zahira Ben Ammar      | Emna Lahmar         | Principal  | Principal  |
| Ali Bennour           | Hammouda Ben Salem  | Principal  | Principal  |
| Saoussen Maalej       | Nahed               | Principal  | Principal  |
| Najla Ben Abdallah    | Nahed               | Principal  | Principal  |
| Ahmed Hafiane         | Haythem             | Principal  | Principal  |
| Chekra Rammeh         | Zohra               | Principal  | Principal  |
| Khaled Houissa        | Kamel               | Principal  | Principal  |
| Mohamed Daghman       | Nasser              | Principal  | Principal  |
| Atef Ben Hassine      | Ammar               | Principal  |            |
| Mohamed Ali Ben Jemaa | Aymen               | Principal  |            |
| Nadhir Baoueb         | Karim               | Principal  |            |
| Hazem Ayari           | Mahmoud             | Principal  |            |
| Dalila Meftahi        | Mongia              | Récurrent  | Principal  |
| Raouf Ben Amor        | Raouf Berhouma      | Secondaire | Principal  |
| Wajiha Jendoubi       | Safia               |            | Principal  |
| Meriam Ben Hussein    | Alya                |            | Principal  |
| Hamdi Hadda           | Walid               | Récurrent  | Récurrent  |
| Salima El Wadi        | Nadia               | Récurrent  | Récurrent  |
| Ridha Aziz            | Salah               | Récurrent  | Récurrent  |
| Jamel Madani          | Jaafar              | Récurrent  | Récurrent  |
| Nasreddine Shili      |                     | Récurrent  |            |
| Oumayma Ben Hafsia    | Hayet               | Récurrent  | Récurrent  |
| Mehrez Hosni          | Fethi               | Récurrent  | Récurrent  |
| Mohamed Mrad          | Mahdi Ben Salem     | Récurrent  | Récurrent  |
| Aïcha Attia           | Najla Aamri         | Récurrent  | Récurrent  |
| Ranim Khemir          | Zina                | Récurrent  |            |
| Mohamed Aziz Samaali  | Anis                | Secondaire | Récurrent  |
| Wassim Chakroun       | Anis                | Secondaire | Récurrent  |
| Oumayma Meherzi       | Maram Ben Salem     | Secondaire | Récurrent  |
| Fethi Mselmani        | Jalloul             |            | Récurrent  |
| Omar Hmida            | Firas               | Secondaire | Invité     |
| Mohamed Ali Nahdi     | Ridha               | Secondaire | Secondaire |
| Youssef Méres         |                     | Invité     | Secondaire |
| Chedly Arfaoui        |                     | Invité     | Secondaire |
| Mohamed Akkari        | Fadhel              | Secondaire |            |
| Mohamed Raja Farhat   | Moncef Ben Abdallah | Invité     | Secondaire |
| Fares El Ouni         | Zied                | Secondaire | Secondaire |
| Ayt Ennour Touati     | Zied                | Secondaire | Secondaire |
| Jamila Chihi          | Fatma Berhouma      |            | Secondaire |
| Salma Baccar          | Basma Attia         |            | Secondaire |
| Samia Rhaiem          | Beya Ben Abdallah   |            | Secondaire |

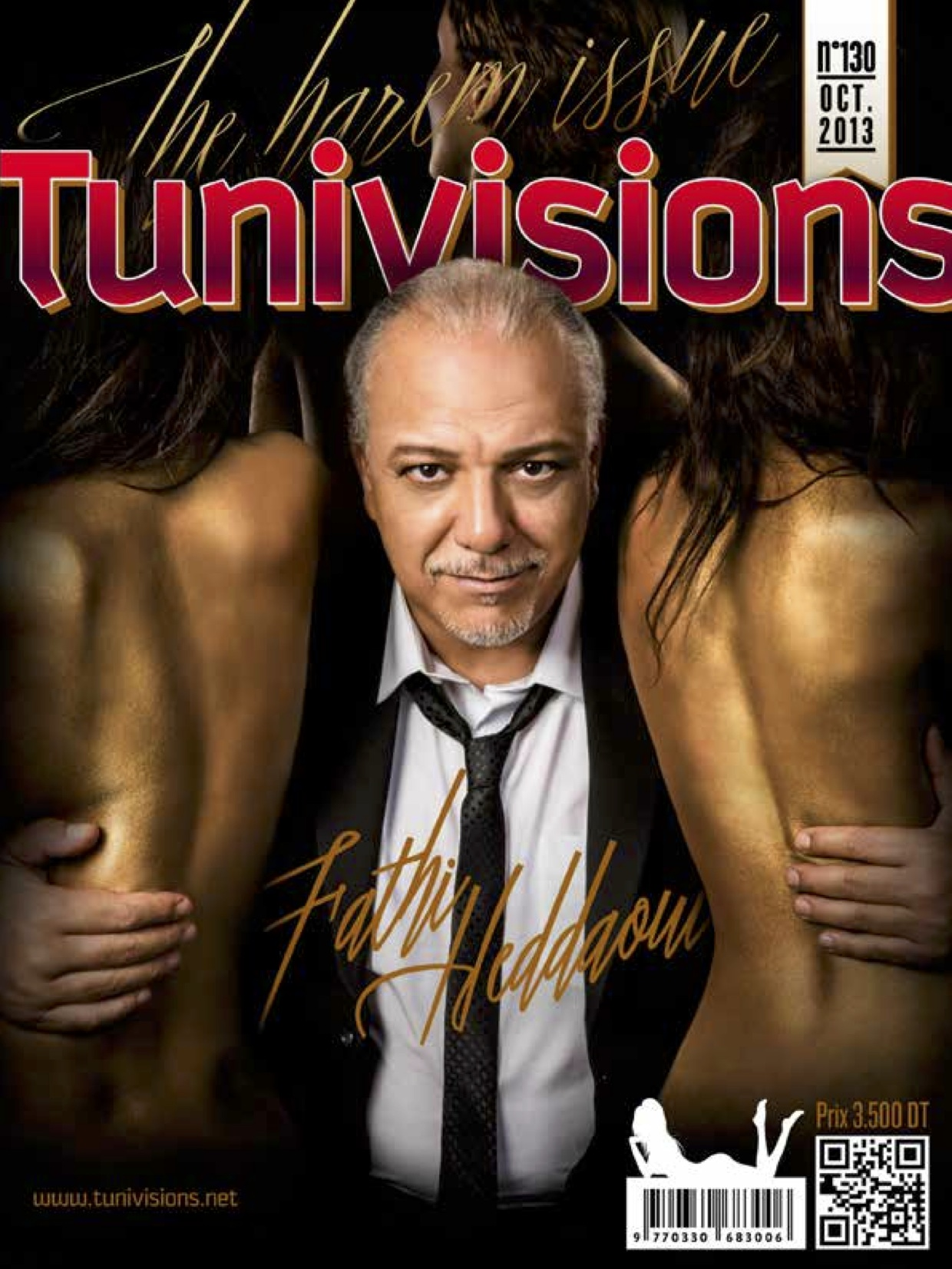
Fethi Haddaoui (Hsouna)
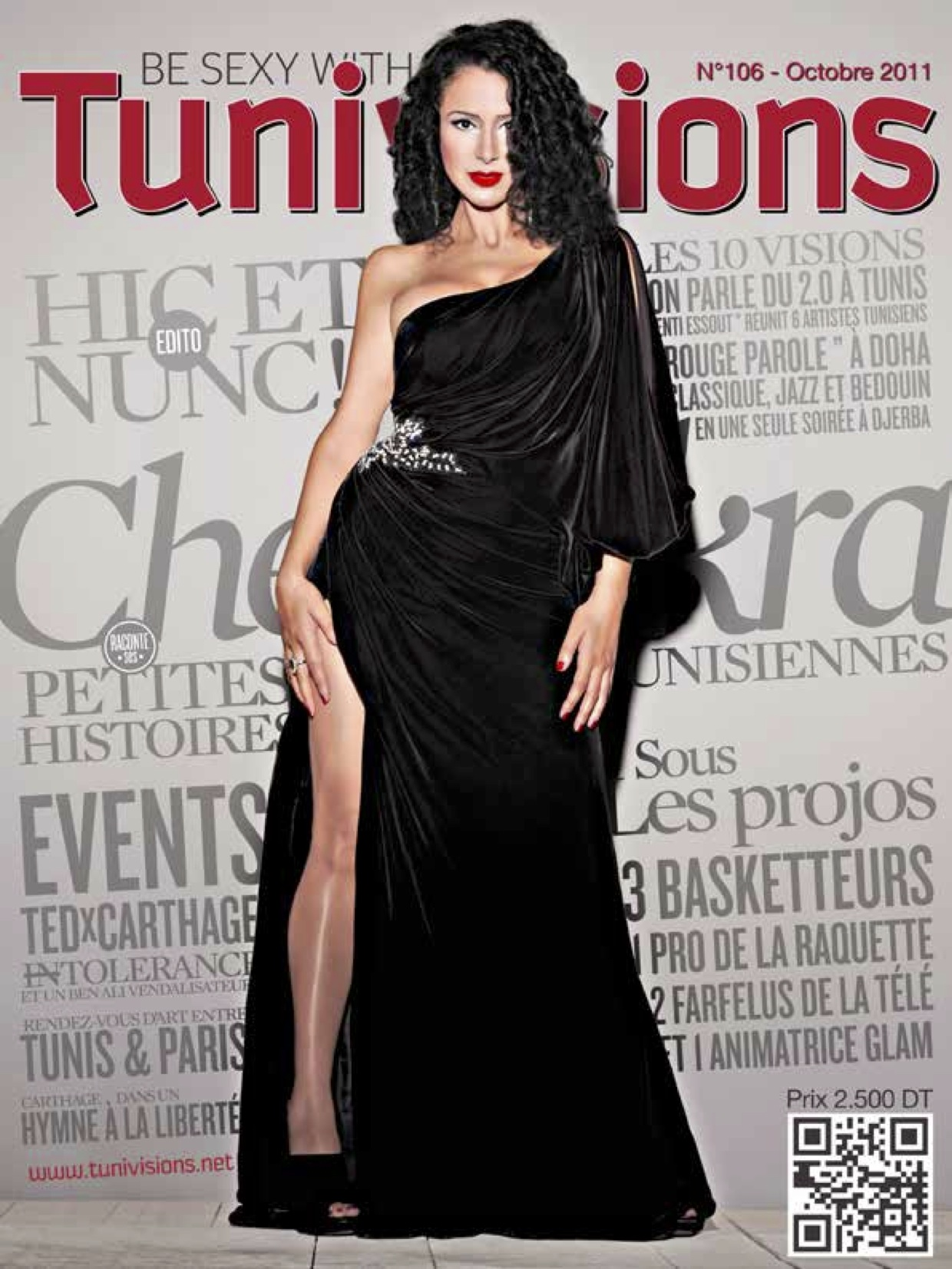
Chekra Rammeh (Zohra)
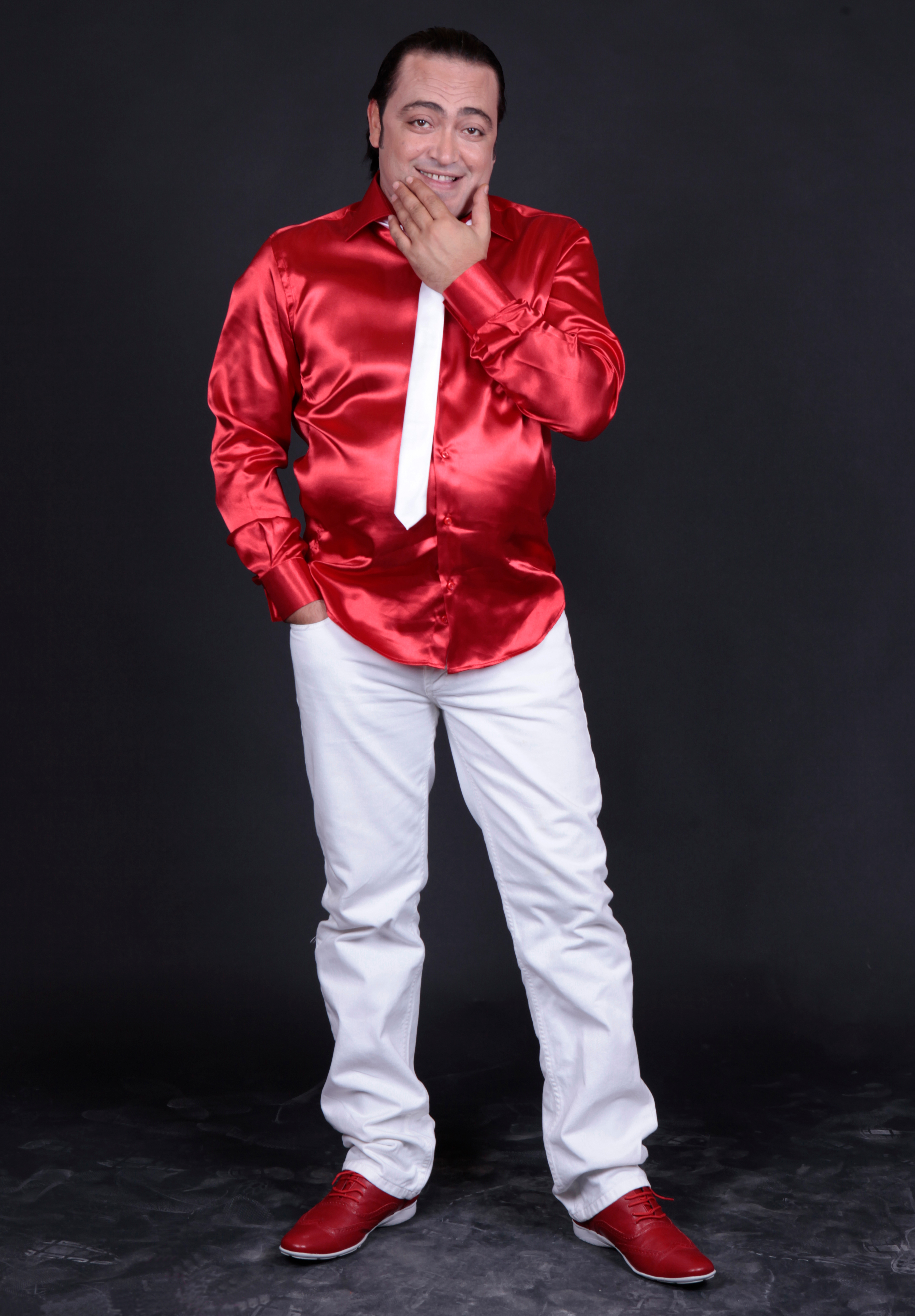
Atef Ben Hassine (Ammar)
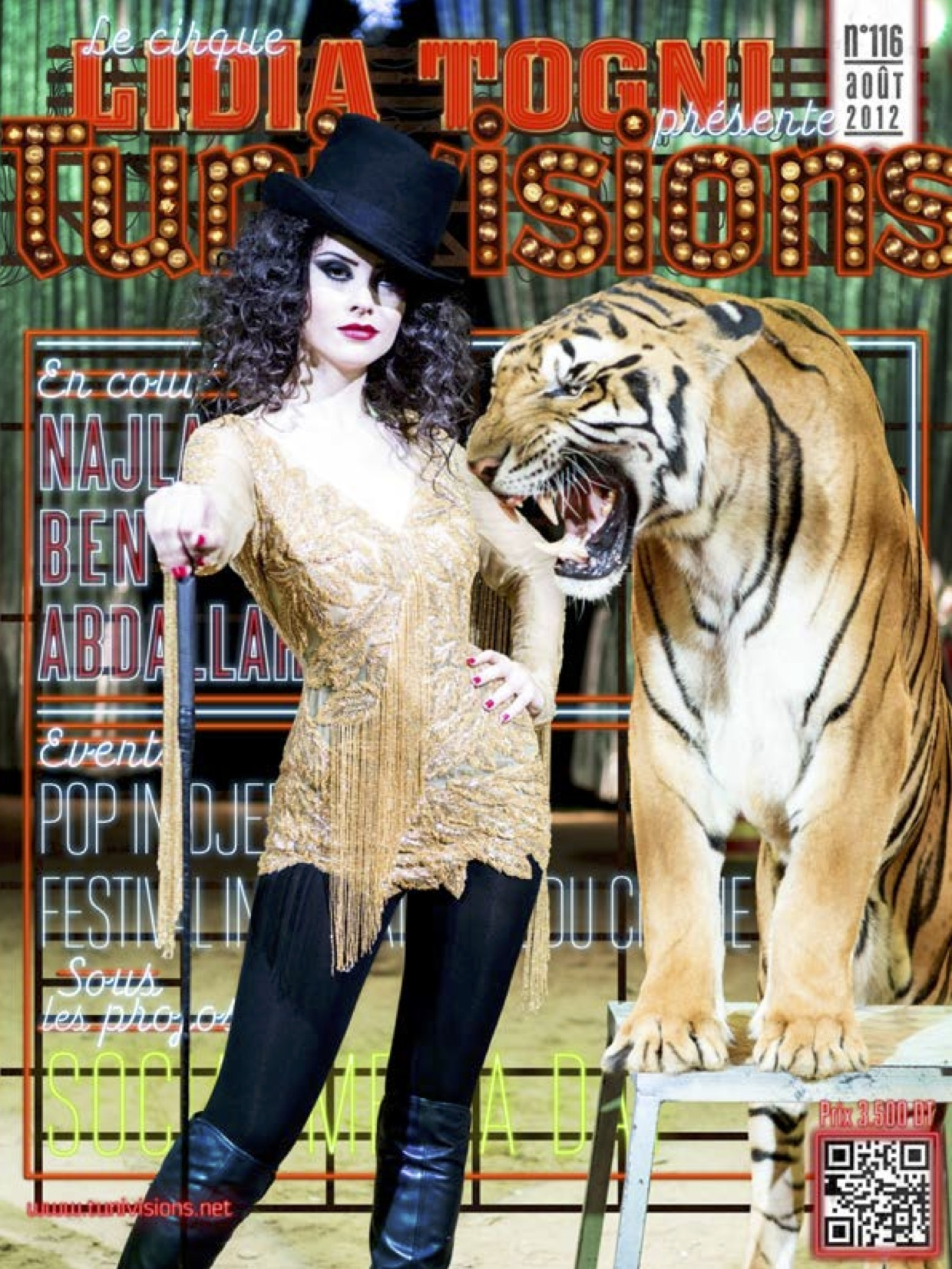
Najla Ben Abdallah (Nahed)
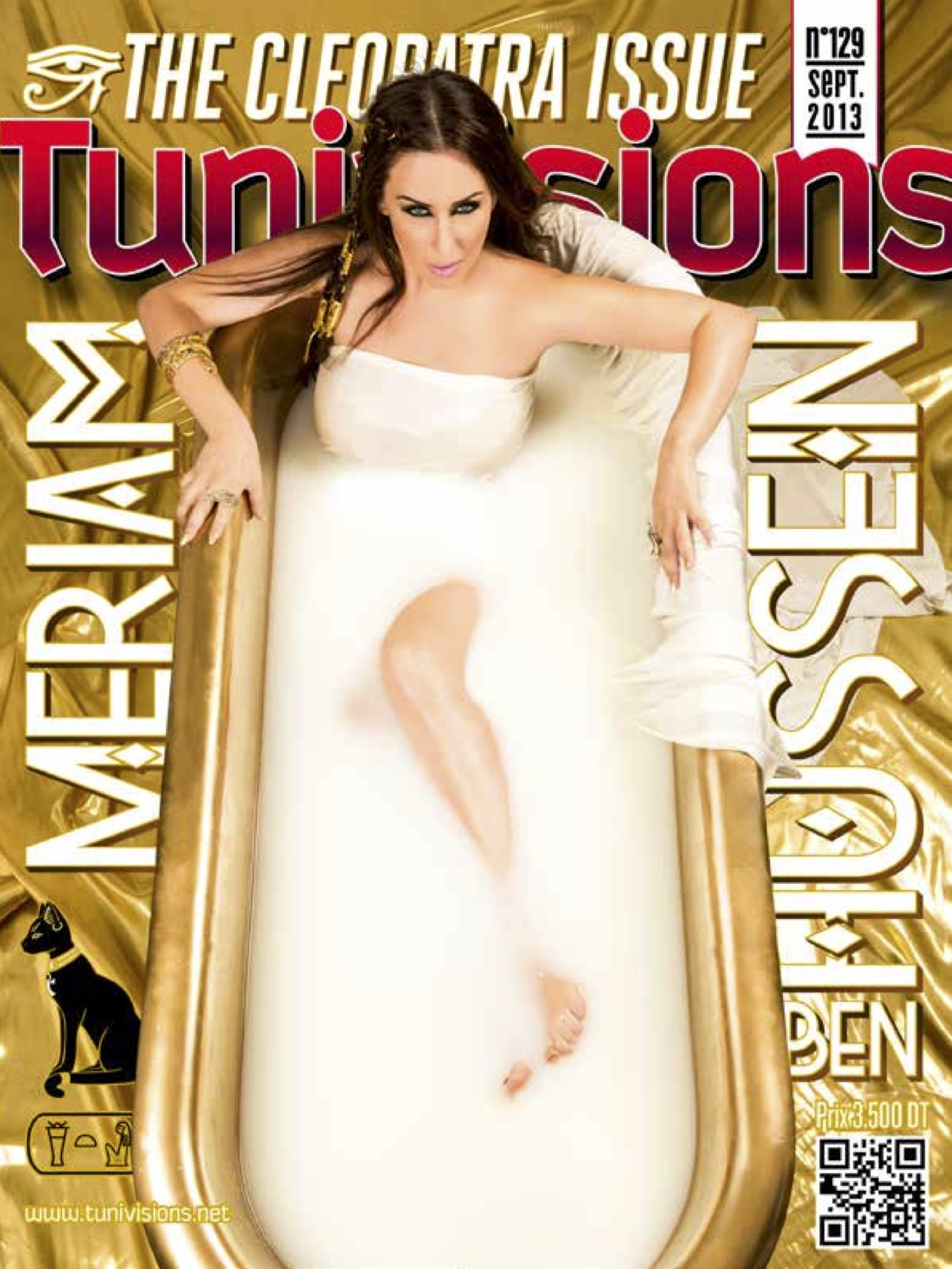
Meriam Ben Hussein (Alya)
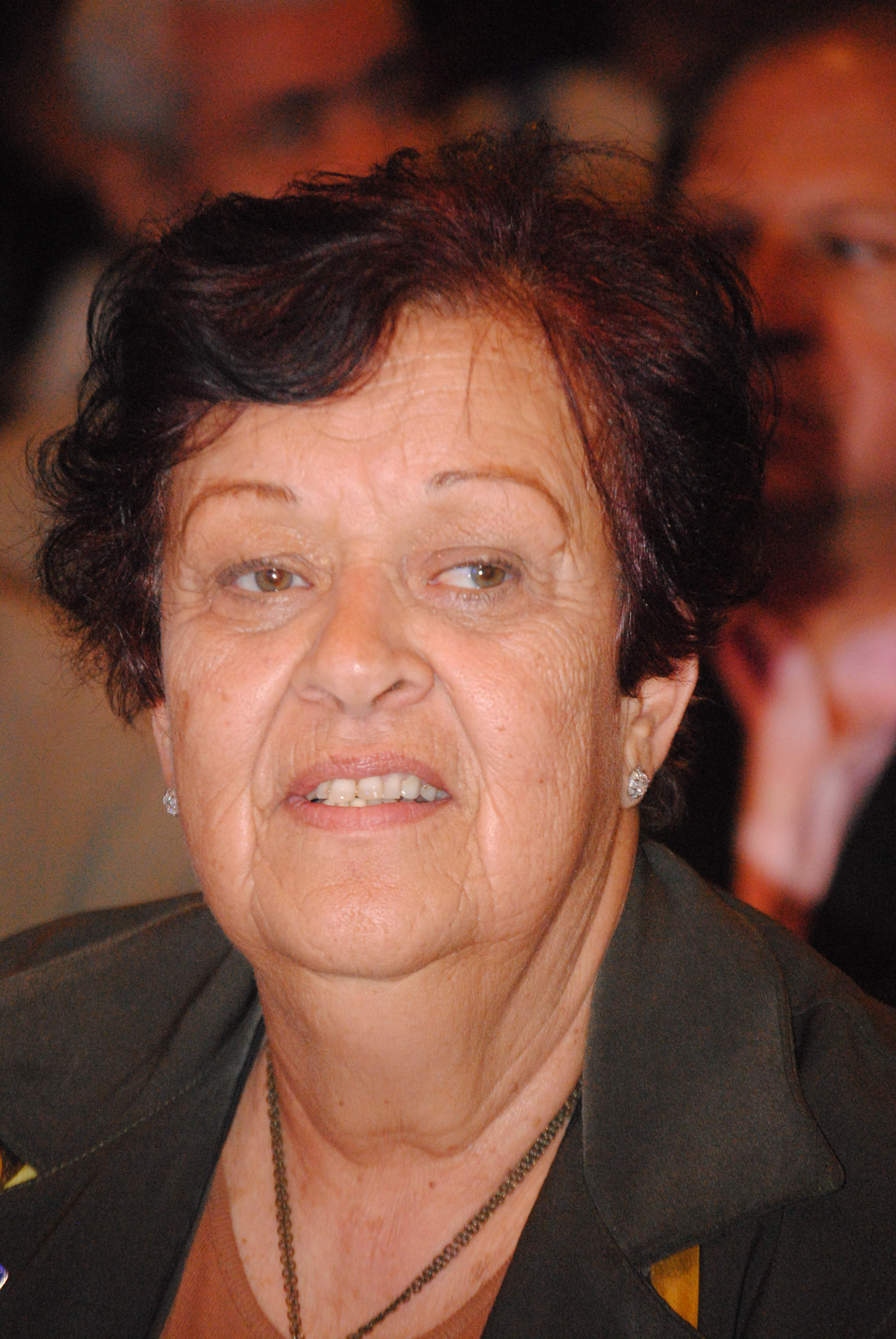
Salma Baccar (Basma Attia)

## Récompenses
| Année    | Récompense                     | Catégorie                      | Nomination                     | Vainqueur                      |          |
| Saison 1 | Saison 1                       | Saison 1                       | Saison 1                       | Saison 1                       | Saison 1 |
| -------- | ------------------------------ | ------------------------------ | ------------------------------ | ------------------------------ | -------- |
| 2014     | Romdhane Awards (Mosaïque FM)  | Meilleur acteur                | Fethi Haddaoui                 | Fethi Haddaoui                 |          |
| 2014     | Romdhane Awards (Mosaïque FM)  | Meilleure actrice              | Rim Riahi                      | Rim Riahi                      |          |
| 2014     | Romdhane Awards (Mosaïque FM)  | Meilleure œuvre                | Naouret El Hawa                | Naouret El Hawa                |          |
| 2014     | Romdhane Awards (Mosaïque FM)  | Star ramadanesque              | Rim Riahi                      | Rim Riahi                      |          |
| 2014     | Romdhane Awards (Mosaïque FM)  | Star ramadanesque              | Rim Riahi                      | Rim Riahi                      |          |
| 2014     | Romdhane Awards (Mosaïque FM)  | Meilleure chanson de générique | Rabii Zammouri et Walid Tounsi | Rabii Zammouri et Walid Tounsi |          |
| Saison 2 |                                |                                |                                |                                |          |
| 2015     | Romdhane Awards (Mosaïque FM), | Meilleure œuvre                | Naouret El Hawa                | Awled Moufida                  |          |
| 2015     | Romdhane Awards (Mosaïque FM), | Meilleure réalisation          | Naouret El Hawa                | Lilet Echak                    |          |
| 2015     | Romdhane Awards (Mosaïque FM), | Meilleur scénario              | Naouret El Hawa                | Awled Moufida                  |          |
| 2015     | Romdhane Awards (Mosaïque FM), | Meilleur feuilleton            | Naouret El Hawa                | Awled Moufida                  |          |
| 2015     | Romdhane Awards (Mosaïque FM), | Meilleur acteur                | Fethi Haddaoui                 | Nejib Belkadhi                 |          |
| 2015     | Romdhane Awards (Mosaïque FM), | Meilleure actrice              | Zahira Ben Ammar               | Wahida Dridi                   |          |
| 2015     | Romdhane Awards (Mosaïque FM), | Meilleure actrice              | Dalila Meftahi                 | Wahida Dridi                   |          |